# Орбодзала
Орбодзала (груз. ორბოძალა), также Орбели (груз. ორბელი) — село в Грузии, на территории Карельского муниципалитета края (мхаре) Шида-Картли.

## География
Село находится в центральной части Грузии, на берегах реки Гванана (бассейн Куры), вблизи места впадения в неё реки Орбодзала-Геле, на расстоянии приблизительно 15 километров (по прямой) к юго-западу от города Карели, административного центра муниципалитета. Абсолютная высота — 1544 метра над уровнем моря.

## Население
По результатам официальной переписи населения 2014 года постоянное население в Орбодзале отсутствовало.